# Euphorbia quadrilatera
Euphorbia quadrilatera là một loài thực vật có hoa trong họ Đại kích. Loài này được L.C.Leach mô tả khoa học đầu tiên năm 1980.